# Treskawez-Gletscher
Der Treskawez-Gletscher (bulgarisch Ледник Трескавец Lednik Treskawez) ist ein 2,5 km langer und 1,4 km breiter Gletscher auf Clarence Island im Archipel der Südlichen Shetlandinseln. Er fließt von den Hängen des Jerez Peak auf der Ostseite des Ravelin Ridge nördlich des Highton-Gletschers und südlich des Ortscho-Gletschers in östlicher Richtung zum Südlichen Ozean, den er südlich des Gesha Point erreicht.
Britische Wissenschaftler kartierten ihn 1972 und 2009. Die bulgarische Kommission für Antarktische Geographische Namen benannte ihn 2014 nach der Ortschaft Treskawez im Nordosten Bulgariens.